# 152
Évszázadok: 1. század – 2. század – 3. század
Évtizedek: 100-as évek – 110-es évek – 120-as évek – 130-as évek – 140-es évek – 150-es évek – 160-as évek – 170-es évek – 180-as évek – 190-es évek – 200-as évek
Évek: 147 – 148 – 149 – 150 –  151 – 152 – 153 – 154 – 155 – 156 – 157

## Események

### Római Birodalom
- Manius Acilius Glabrio Cnaeus Cornelius Severust (helyettese áprilistól P. Sufenas Verus, júliustól C. Novius Priscus, októbertől P. Cluvius Maximus Paulinus) és Marcus Valerius Homullust (helyettese L. Dasumius Tullius Tuscus, L. Julius Romulus és M. Servilius Silanus ) választják consulnak.
- Mauretaniában felszámolják a nyolcadik éve tartó felkelést.
- Meghal Markianosz alexandriai pátriárka. Utóda Keladión.
- Marcus Aureliusnak és feleségének, Faustinának fia születik (Tiberius Aelius Antoninus), aki még négy éves kora előtt meghal.

## Fordítás
- Ez a szócikk részben vagy egészben  a(z)   152 című francia Wikipédia-szócikk ezen változatának fordításán alapul.  Az eredeti cikk szerkesztőit annak laptörténete sorolja fel. Ez a jelzés csupán a megfogalmazás eredetét és a szerzői jogokat jelzi, nem szolgál a cikkben szereplő információk forrásmegjelöléseként.